# Биллонные монеты РСФСР
Биллонные монеты РСФСР — курсовые монеты РСФСР, чеканившиеся из серебра 500-й пробы. Выпускались в трех номиналах: 10, 15 и 20 копеек. Имели хождение с 1921 по 1923 год, когда были заменены биллоном того же достоинства, отчеканенным уже СССР.

## История чеканки
До 1921 года на территории бывшей Российской Империи обращалось несколько сотен разновидностей денежных знаков. Денежная масса на территории, подконтрольной большевикам, состояла в основном из совзнаков. Из-за неограниченной эмиссии и общего экономического кризиса совзнаки были подвержены гиперинфляции. К 1921 году за один царский рубль давали 10 000 рублей совзнаками. Для стабилизации денежного обращения советское правительство провело трехэтапную деноминацию совзнаков (первый этап проходил в 1921) с постепенным уменьшением денежной массы и введением в обращение денежных знаков, обеспеченных драгметаллами металлами и товарами. Также вновь вводились монеты, исчезнувшие из обращения вскоре после начала Первой мировой войны. Монеты были выпущены небольшими тиражами и не имели широкого хождения в ранний период чеканки. Как образец для их чеканки были взяты царские монеты. Известны попытки советского правительства чеканить монеты из алюминиевой бронзы и меди, но они не увенчались успехом. Широко известны прежде всего пробные двугривенники.

## Детали изображения
Параметры монет РСФСР образца 1921 года идентичны царской линейке биллона, однако дизайн полностью переработан, в частности, исчезли все элементы, указывающих на царскую чеканку. Оформление всех трех номиналов (10, 15 и 20 копеек) почти идентично. На аверсе изображён герб РСФСР, идентичный размещенному на червонцах и старших номиналах; он окружен лозунгом Пролетарии всех стран, соединяйтесь! На реверсе расположен номинал и год выпуска монеты в окружении венка, сверху — испускающая лучи Красная звезда. Номинал и венок окружены точечными ободками. Гурт рубчатый, кант на обеих сторонах.
| Изображение | Номинал   | Период обращения | Общая масса | Материал            |
| ----------- | --------- | ---------------- | ----------- | ------------------- |
|             | 10 копеек | 1921—1923        | 1,8 грамма  | Серебро 500-й пробы |
|             | 15 копеек | 1921—1923        | 2,7 грамма  | Серебро 500-й пробы |
|             | 20 копеек | 1921—1923        | 3,6 грамма  | Серебро 500-й пробы |